# Henry Hecksher
Henry Hecksher est né le 21 septembre 1910 à Hambourg, en Allemagne et mort le 28 mars 1990 aux États-Unis. Juriste de formation, il quitte son pays en 1934 pour fuir le régime nazi et immigre aux États-Unis.

## Carrière dans l'armée
Il rejoint l'United States Army ou il atteint le grade de capitaine; il participe à la bataille de Normandie et sera blessé à Anvers.

## Carrière dans le renseignement
Participant à l'interrogatoire de responsables allemands, il entre à l'Office of Strategic Services, avant de rejoindre la toute nouvelle CIA, créée en 1947. 
Il est responsable du contre-espionnage à la station de la CIA de Berlin de 1949 à 1954. Ensuite il participe en 1954 au coup d'État au Guatemala qui entraîne le renversement du président Jacobo Arbenz Guzmán lors de l’opération PBSUCCESS. Il a ensuite servi comme chef de poste de la CIA au Laos de 1957 à 1960 et au Venezuela de 1964 à 1967. En 1967, il est envoyé à Santiago du Chili diriger la station de la CIA. Fin 1970, il tentera d'empêcher l'élection de Salvador Allende à la Présidence chilienne. Dans ce but sont versés 8 millions de dollars aux adversaires de Allende. Sans résultat. 
Hecksher est rappelé à Langley puis quitte la CIA en 1971. C'est son successeur, Ray Warren, qui sera en poste lors du coup d'État du 11 septembre 1973 au Chili. 
Henry Hecksher est décédé le 28 mars 1990 des suites de la maladie de Parkinson.

## Sources
- New York Times, 29 mars 1990
- Catherine Durandin, La CIA en guerre?  (ISBN 2733908146)